# Holcim Group
Holcim Group juridisk navn Holcim Limited (tidligere LafargeHolcim) er en schweizisk multinational producent af byggematerialer. De er tilstede i 70 lande og har ca. 67.000 ansatte. Holcims forretningssegmenter er: cement, agregat, beton og andre produkter som asfalt, mørtel og andre byggematerialer. Virksomheden blev etableret 10. juli 2015 ved en fusion mellem Holcim og Lafarge.